# Inugami (mitologia)
Inugami (jap. 犬 神 inu-gami; duch psa, psi duch) – w mitologii japońskiej, rodzaj ducha (zjawy), który był sprowadzany w celu zemsty bądź jako strażnik swojego właściciela (inugami-mochi); rodzaj shikigami (jap. 式 神 shiki-gami), duchów przyzywanych przez osoby praktykujące onmyōdō (tradycyjną, japońską kosmologię ezoteryczną).

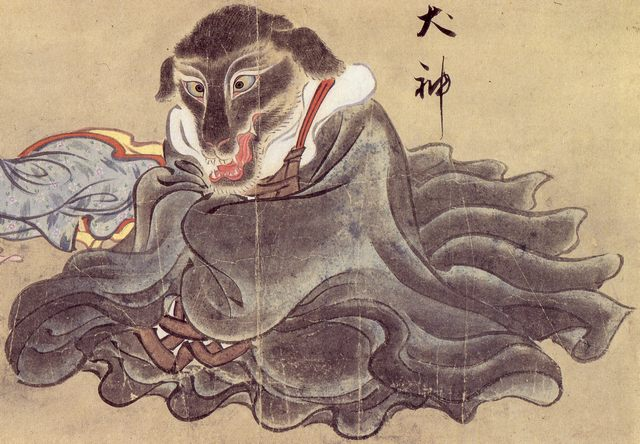
Inugami ukazany w Hyakkai-Zukan, autor Sūshi Sawaki

Według wierzeń, stwory te są bardzo silne i zdolne do niezależnego istnienia, dopóki przyzywający ich nie odeślą. Pochodzą z Kiusiu, rzadko kiedy pojawiają się na wschód od regionu Kinki.

## Historia
Istnieje ogólne przekonanie, że inugami powstaje przez zakopanie psa po szyję oraz ułożenie żywności wokół niego w taki sposób, aby nie mógł jej dosięgnąć, aż umrze. W tym czasie pan psa musi powiedzieć mu, iż ból, który pies odczuwa jest niczym w porównaniu z tym, co czuje właściciel. Gdy pies umiera, staje się inugami, a jego ostatnia wola, którą miało być spożycie posiłku, zaczyna działać jako pojednawcza oferta i tym samym zmusza ducha do posłuszeństwa.
Inna legenda głosi, że staruszek, który pragnął zemsty na swoich wrogach, pogrzebał swojego ulubionego psa właśnie tak, aby tylko jego głowa wystawała i powiedział: "Jeśli masz duszę, spełnij moją wolę, a będą Cię czcił jak boga". Po czym przepiłował psu głowę piłą wykonaną z bambusa. Duch psa uczynił, jak chciał jego pan, ale za bolesną śmierć prześladował staruszka aż do jego śmierci.
Na wyspach Oki inugami przejmuje funkcje, które w innych regionach Japonii przypadają lisowi (kitsune). Uważa się, że inugami-mochi odniesie sukcesy i zdobędzie fortunę, a ci, którym sprzyja, będą zwracali mu wszystko z nadwyżką. "Właściciele inugami" muszą uważać, aby nie obrazić swoich duchów i nie skierować na siebie ich gniewu. W przeciwieństwie do kitsune, inugami nie muszą postępować zgodnie z życzeniem pana. Działają również według własnej woli.
W wielu małych wioskach w Japonii uważa się, iż mieszka w nich co najmniej jedna starsza pani posiadająca moc inugami-mochi.

## Ludzcy posiadacze
Ciało inugami pozostaje na Ziemi, gdy opuszcza on świat na życzenie swojego mistrza. Jeśli jego ciało zostało pochowane, zaczyna powoli gnić. Jeśli jednak powróci z zaświatów i jego ciało nie będzie już nadawać do zamieszkania, może przejąć kontrolę nad ciałem swojego pana, co uczyni go jeszcze bardziej potężnym. Mówi się, iż posiadacze mogą rozkazać inugami, aby wyleczył choroby pana lub poprawił jego zły stan zdrowia. Jednakże, powoduje to, iż osoba leczona zaczyna zachowywać się jak pies.

## Inugami w kulturze
- Inugami to również tytuł mangi opowiadającej o chłopcu znalezionym przez psie demony.
- W mandze Mahō Sensei Negima! jeden z bohaterów nazywa się Kotarō Inugami i jest psim półdemonem.
- Inugami jest jednym z przeciwników w serii Gantz autorstwa Hiroya Oku[1].
- W 2001 r. powstał film Inugami, oparty na japońskich mitach o psich demonach.
- Główny bohater serii InuYasha, stworzonej przez Rumiko Takahashi, pochodzi z gatunku Inugami.
- Inugami pojawia się również w pełnometrażowym filmie Szopy w natarciu.
- W anime "Gugure! Kokkuri-san" występuje jako Inugami, psi duch i jednocześnie wróg głównego bohatera tego anime – Kokkuriego, lisiego ducha.